# Spectravideo SVI-728

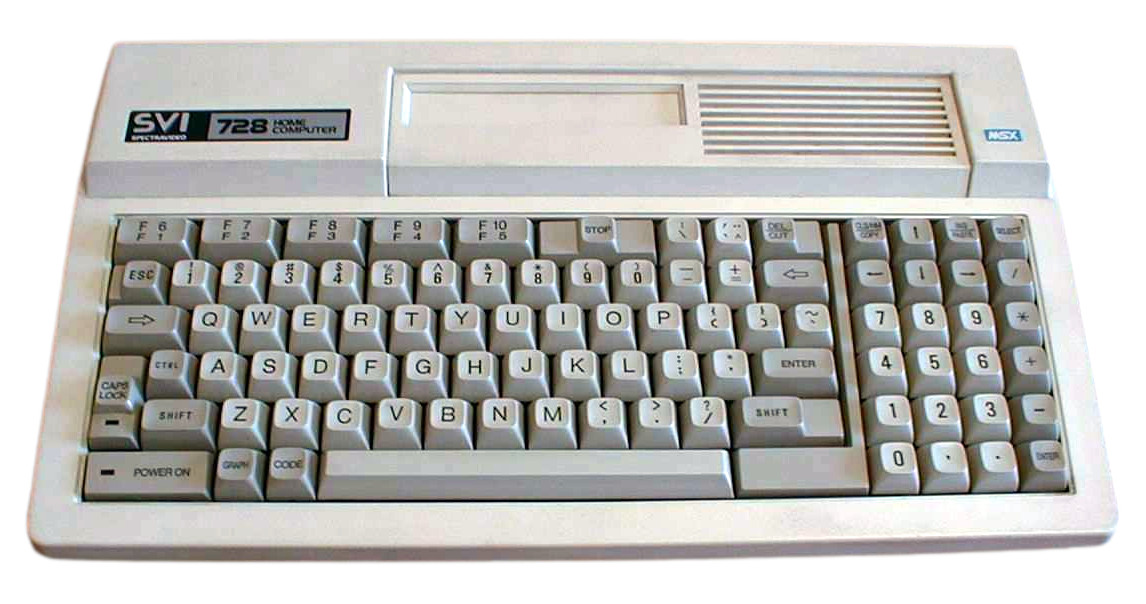
Spectravideo SVI-728

Der Spectravideo SVI-728 war der erste MSX-Heimcomputer des ehemaligen US-amerikanischen Computerherstellers Spectravideo. Er wurde 1984 auf den Markt gebracht. Der SVI-728 war der Nachfolger des SV-328, der aber noch kein vollwertiger MSX-Computer war. Der Computer war sehr professionell und hatte eine ergonomische Tastatur mit einem separaten abgesetzten Ziffernblock und konnte so einerseits als Heimcomputer wie auch als Bürocomputer gebraucht werden. Der SVI-728 war CP/M-fähig und so konnten CP/M-Programme auf diesem Computer genutzt werden.

## Beschreibung
Das Gehäuse war elfenbeinfarben und hatte graue, für die Fingerkuppe abgerundete Tasten. Der Cartridge-Slot befand sich vorne in der Mitte. Der Computer war mit einem Z80A-Prozessor mit 3,56 MHz, 32 KB ROM, 64 KB RAM (erweiterbar bis 256 KB) und einem Video-RAM von 16 KB ausgestattet. Der Grafikchip war ein Texas Instruments TMS9918A für NTSC oder TMS9929 für PAL oder SECAM (YPbPr). Als Schnittstellen hatte er einen Kassettenrekorderanschluss, zwei Joystickports, eine Centronics-Drucker-Schnittstelle, einen RGB-Ausgang für den Anschluss eines Monitors und einen Antenne-Ausgang für den Anschluss eines Fernsehers.

## Zubehör
Von Spectravideo wurde einiges an Zubehör produziert. Wegen der CP/M-Kompatibilität wurden 5-1/4-Zoll-Floppys (SVI-707) angeboten. Für die Erweiterung des RAMs gab es ein 64-KB-Steckmodul (SVI-747). Damit kam der freie Arbeitsspeicher auf insgesamt 144 KB und war so ideal für Textverarbeitung- und Kalkulationsprogramme dimensioniert. Ebenso wurden Modems (SVI-737), Joysticks (SVI-101), Grafiktabletts (SVI-105), Kassettenrekorder (SVI-767), Steckmodule für eine serielle Schnittstelle (SVI-757) wie auch Monitore produziert.